# The Game Award al Joc de l'any
El The Game Award al Joc de l'Any és un premi que atorga anualment The Game Awards. Es dona a un videojoc jutjat per oferir la millor experiència en camps creatius i tècnics. El premi és acceptat tradicionalment pels directors del joc o els executius de l'estudi. El procés comença amb més de 100 publicacions i llocs web de videojocs, que col·lectivament nomenen sis jocs com a nominats. Un cop seleccionats els nominats, el guanyador s'escull mitjançant una votació combinada entre el jurat (90%) i la votació pública (10%).
Des dels seus inicis, el premi ha estat atorgat a nou videojocs. Els editors Electronic Arts i Sony Interactive Entertainment han guanyat el premi dues vegades, aquest últim ha estat nominat fins a d'onze vegades. Bethesda Softworks és l'empresa més nominada sense guanyar amb quatre anys. El guanyador més recent és Elden Ring, desenvolupat per FromSoftware i distribuit per Bandai Namco Entertainment.

## Guanyadors i nominats
| Esdeveniment | Joc                                     | Developador                     | Distribuidor                           | Ref.          |
| ------------ | --------------------------------------- | ------------------------------- | -------------------------------------- | ------------- |
| 2014         | Dragon Age: Inquisition                 | BioWare                         | Electronic Arts                        | [ 1 ] [ 2 ]   |
| 2014         | Bayonetta 2                             | PlatinumGames                   | Nintendo                               | [ 1 ] [ 2 ]   |
| 2014         | Dark Souls II                           | FromSoftware                    | Bandai Namco Games                     | [ 1 ] [ 2 ]   |
| 2014         | Hearthstone                             | Blizzard Entertainment          | Blizzard Entertainment                 | [ 1 ] [ 2 ]   |
| 2014         | Middle-earth: Shadow of Mordor          | Monolith Productions            | Warner Bros. Interactive Entertainment | [ 1 ] [ 2 ]   |
| 2015         | The Witcher 3: Wild Hunt                | CD Projekt Red                  | CD Projekt                             | [ 3 ] [ 4 ]   |
| 2015         | Bloodborne                              | FromSoftware                    | Sony Computer Entertainment            | [ 3 ] [ 4 ]   |
| 2015         | Fallout 4                               | Bethesda Game Studios           | Bethesda Softworks                     | [ 3 ] [ 4 ]   |
| 2015         | Metal Gear Solid V: The Phantom Pain    | Kojima Productions              | Konami                                 | [ 3 ] [ 4 ]   |
| 2015         | Super Mario Maker                       | Nintendo                        | Nintendo                               | [ 3 ] [ 4 ]   |
| 2016         | Overwatch                               | Blizzard Entertainment          | Blizzard Entertainment                 | [ 5 ] [ 6 ]   |
| 2016         | Doom                                    | id Software                     | Bethesda Softworks                     | [ 5 ] [ 6 ]   |
| 2016         | Inside                                  | Playdead                        | Playdead                               | [ 5 ] [ 6 ]   |
| 2016         | Titanfall 2                             | Respawn Entertainment           | Electronic Arts                        | [ 5 ] [ 6 ]   |
| 2016         | Uncharted 4: A Thief's End              | Naughty Dog                     | Sony Computer Entertainment            | [ 5 ] [ 6 ]   |
| 2017         | The Legend of Zelda: Breath of the Wild | Nintendo EPD                    | Nintendo                               | [ 7 ] [ 8 ]   |
| 2017         | Horizon Zero Dawn                       | Guerrilla Games                 | Sony Interactive Entertainment         | [ 7 ] [ 8 ]   |
| 2017         | Persona 5                               | P-Studio                        | Atlus                                  | [ 7 ] [ 8 ]   |
| 2017         | PlayerUnknown's Battlegrounds           | PUBG Corporation                | PUBG Corporation                       | [ 7 ] [ 8 ]   |
| 2017         | Super Mario Odyssey                     | Nintendo EPD                    | Nintendo                               | [ 7 ] [ 8 ]   |
| 2018         | God of War                              | Santa Monica Studio             | Sony Interactive Entertainment         | [ 9 ] [ 10 ]  |
| 2018         | Assassin's Creed Odyssey                | Ubisoft Quebec                  | Ubisoft                                | [ 9 ] [ 10 ]  |
| 2018         | Celeste                                 | Maddy Makes Games               | Maddy Makes Games                      | [ 9 ] [ 10 ]  |
| 2018         | Marvel's Spider-Man                     | Insomniac Games                 | Sony Interactive Entertainment         | [ 9 ] [ 10 ]  |
| 2018         | Monster Hunter: World                   | Capcom                          | Capcom                                 | [ 9 ] [ 10 ]  |
| 2018         | Red Dead Redemption 2                   | Rockstar Games                  | Rockstar Games                         | [ 9 ] [ 10 ]  |
| 2019         | Sekiro: Shadows Die Twice               | FromSoftware                    | Activision                             | [ 11 ] [ 12 ] |
| 2019         | Control                                 | Remedy Entertainment            | 505 Games                              | [ 11 ] [ 12 ] |
| 2019         | Death Stranding                         | Kojima Productions              | Sony Interactive Entertainment         | [ 11 ] [ 12 ] |
| 2019         | Resident Evil 2                         | Capcom                          | Capcom                                 | [ 11 ] [ 12 ] |
| 2019         | Super Smash Bros. Ultimate              | Bandai Namco Studios            | Nintendo                               | [ 11 ] [ 12 ] |
| 2019         | Super Smash Bros. Ultimate              | Sora Ltd.                       | Nintendo                               | [ 11 ] [ 12 ] |
| 2019         | The Outer Worlds                        | Obsidian Entertainment          | Private Division                       | [ 11 ] [ 12 ] |
| 2020         | The Last of Us Part II                  | Naughty Dog                     | Sony Interactive Entertainment         | [ 13 ] [ 14 ] |
| 2020         | Animal Crossing: New Horizons           | Nintendo EPD                    | Nintendo                               | [ 13 ] [ 14 ] |
| 2020         | Doom Eternal                            | id Software                     | Bethesda Softworks                     | [ 13 ] [ 14 ] |
| 2020         | Final Fantasy VII Remake                | Square Enix Business Division 1 | Square Enix                            | [ 13 ] [ 14 ] |
| 2020         | Ghost of Tsushima                       | Sucker Punch Productions        | Sony Interactive Entertainment         | [ 13 ] [ 14 ] |
| 2020         | Hades                                   | Supergiant Games                | Supergiant Games                       | [ 13 ] [ 14 ] |
| 2021         | It Takes Two                            | Hazelight Studios               | Electronic Arts                        | [ 15 ] [ 16 ] |
| 2021         | Deathloop                               | Arkane Studios                  | Bethesda Softworks                     | [ 15 ] [ 16 ] |
| 2021         | Metroid Dread                           | MercurySteam                    | Nintendo                               | [ 15 ] [ 16 ] |
| 2021         | Psychonauts 2                           | Double Fine                     | Xbox Game Studios                      | [ 15 ] [ 16 ] |
| 2021         | Ratchet & Clank: Rift Apart             | Insomniac Games                 | Sony Interactive Entertainment         | [ 15 ] [ 16 ] |
| 2021         | Resident Evil Village                   | Capcom                          | Capcom                                 | [ 15 ] [ 16 ] |
| 2022         | Elden Ring                              | FromSoftware                    | Bandai Namco Entertainment             | [ 17 ] [ 18 ] |
| 2022         | A Plague Tale: Requiem                  | Asobo Studio                    | Focus Entertainment                    | [ 17 ] [ 18 ] |
| 2022         | God of War Ragnarök                     | Santa Monica Studio             | Sony Interactive Entertainment         | [ 17 ] [ 18 ] |
| 2022         | Horizon Forbidden West                  | Guerrilla Games                 | Sony Interactive Entertainment         | [ 17 ] [ 18 ] |
| 2022         | Stray                                   | BlueTwelve Studio               | Annapurna Interactive                  | [ 17 ] [ 18 ] |
| 2022         | Xenoblade Chronicles 3                  | Monolith Soft                   | Nintendo                               | [ 17 ] [ 18 ] |

## Empreses amb diverses victòries i nominacions
| Desenvolupadors        | Nominacions | Victòries |
| ---------------------- | ----------- | --------- |
| FromSoftware           | 4           | 2         |
| Nintendo EPD           | 4           | 1         |
| Capcom                 | 3           | 0         |
| Blizzard Entertainment | 2           | 1         |
| Naughty Dog            | 2           | 1         |
| Santa Monica Studio    | 2           | 1         |
| Guerrilla Games        | 2           | 0         |
| id Software            | 2           | 0         |
| Insomniac Games        | 2           | 0         |
| Kojima Productions     | 2           | 0         |

| Distribuidors                  | Nominacions | Victòries |
| ------------------------------ | ----------- | --------- |
| Sony Interactive Entertainment | 11          | 2         |
| Nintendo                       | 8           | 1         |
| Bethesda Softworks             | 4           | 0         |
| Electronic Arts                | 3           | 2         |
| Capcom                         | 3           | 0         |
| Blizzard Entertainment         | 2           | 1         |
| Bandai Namco Entertainment     | 2           | 1         |